# Рибкін Віктор Васильович
Рибкін Віктор Васильович (12 вересня 1948, Дніпропетровськ — 7 вересня 2014) - доктор технічних наук, професор, проректор з післядипломної освіти, завідувач кафедри (з 2001 по 2014 рр.) «Колія та колійне господарство» Дніпровського національного університету залізничного транспорту імені академіка В. Лазаряна.

## Біографія
- У 1966 році закінчив середню школу № 12 м. Дніпропетровськ і вступив до ДІІТу (нині — Дніпровський національний університет залізничного транспорту імені академіка В. Лазаряна. на будівельний факультет на спеціальність «Будівництво залізничної колії та колійне господарство».
- У 1971 році закінчив ДІІТ і був направлений на роботу до Приволзької залізниці, де працював дорожнім майстром в ПМС-50.
- З 1972 по 1974 рр. працював на посаді інженера управління Придніпровської залізниці.
- З 1974 по 1975 рр. — старший інженер колієвипробувальної станції № 4 Головного управління шляху МПС.
- У 1975 році вступив до аспірантури на кафедру «Колія та колійне господарство» ДІІТу (Дніпровський національний університет залізничного транспорту імені академіка В. Лазаряна).
- У 1983 році захистив кандидатську дисертацію.
- 1988 році присуджено вчене звання доцента та переведено на посаду доцента кафедри шляхів і колійного господарства.
- З 1997 року директор інституту післядипломної освіти Дніпровського національного університету залізничного транспорту імені академіка В. Лазаряна
- З 1997 по 2003 рр. працював за сумісництвом на кафедрі безпеки життєдіяльності.
- У 1999 році успішно захистив дисертацію на здобуття вченого ступеня доктора технічних наук за спеціальністю «Залізнична колія».
- У 2000 році присуджено науковий ступінь доктора технічних наук.
- З 2001 по 2014 рр. працює завідувачем кафедри «Колія та колійне господарство».[1]
- У 2003 р. рішенням Атестаційної колегії присвоєно вчене звання професора та призначено професором кафедри шляху і колійного господарства.
- З 2011 по 2014 рр. є проректором з післядипломної освіти Дніпровського національного університету залізничного транспорту імені академіка В. Лазаряна.

## Нагороди
За вагомий внесок у розвиток вітчизняної науки, підготовку висококваліфікованих фахівців для залізничного транспорту України Рибкін В. В. був нагороджений:
- почесними грамотами Державної адміністрації залізничного транспорту України,
- знаком «Почесний працівник транспорту України»,
- знаком «За сприяння розвитку залізничного транспорту»,
- оголошена подяка Міністерства транспорту і зв'язку України,
- У 2008 році за особливі заслуги перед Українським народом нагороджений Почесною грамотою Верховної Ради України.

## Науковий доробок
Рибкін В. В. опублікував більше 300 наукових робіт, а також 15 методичних вказівок з різних дисциплін; він є співавтором 8 патентів. Був науковим керівником галузевої науково-дослідної шляховипробувальної лабораторії, а також керівником і виконавцем більше ніж 70 науково-дослідних робіт.

## Публікації
- Оптимизация профиля крестовин при их восстановлении наплавкой [Текст]: дис. … канд. техн. наук : 05.22.06 / Рыбкин Виктор Васильевич ; Днепропетр. гос. техн. ун-т ж.-д. трансп. — Днепропетровск, 1982. — 227 с.
- Оптимизация системы ведения путевого хозяйства в новых условиях эксплуатации железных дорог [Текст]: дис. … д-ра техн. наук : 05.22.06 : защищена 24.05.1999 / Рыбкин Виктор Васильевич ; Днепропетр. гос. техн. ун-т ж.-д. трансп. — Днепропетровск, 1999. — 415 с. : рис., табл..
- Інструкція з забезпечення безпеки руху поїздів при виконанні колійних робіт [Текст]: ЦП-0067 : затв. наказом М-ва трансп. України 11.12.2000 № 692 / М-во трансп. України, Держадмін. залізн. трансп. України, Голов. упр. колійн. госп-ва ; А. П. Татуревич, В. В. Рибкін, К. В. Мойсеєнко, М. І. Уманов, Л. Я. Воробейчик, О. М. Патласов. — Дніпропетровськ: Арт-Пресс, 2001. — 132 с.[2]
- Методичні вказівки про порядок складання звітних та облікових форм у колійному господарстві [Текст]: ЦП-ЦІС-0071 : затв. наказом Укрзалізниці 24.04.2001 № 235-Ц / М-во трансп. України, Держадмін. залізн. трансп. України, Голов. упр. колійн. госп-ва, Голов. упр. інформ. та стат. ; В. В. Рибкін, П. І. Рибачок, О. М. Патласов, К. В. Мойсеєнко. — Дніпропетровськ: Нова ідеологія, 2001. — 270 с.
- Інструкція з улаштування та утримання колії залізниць України [Текст]: ЦП-0138 : затв. наказом Укрзалізниці 22.12.2005 427-Ц / М-во трансп. та зв'язку України, Держадмін. залізн. трансп. України, Укрзалізниця, Голов. упр. колійн. госп-ва ; Е. І. Даніленко, А. М. Орловський, В. О. Яковлєв, М. І. Уманов, О. М. Патласов, В. В. Рибкін, А. П. Татуревич, В. В. Циганенко. — Київ: НВП Поліграфсервіс, 2006. — 336 с.
- Правила розрахунків залізничної колії на міцність і стійкість [Текст]: ЦП-0117 : затв. наказом Укрзалізниці 3.12.2004 № 960-ЦЗ / М-во трансп. та зв'язку України, Держадмін. залізн. трансп. України, Укрзалізниця ; Е. І. Даніленко, В. В. Рибкін. — Київ, 2006. — 168 с.
- Інструкція з забезпечення безпеки руху поїздів при виконанні колійних робіт на залізницях України ВНД УЗ 32.6.03.004-2012 [Текст]: ЦП-0273 : затв. наказом М-ва інфраструктури України 02.04.2012 № 204 / М-во інфраструктури України, Держадміністрація залізн. трансп. України, Укрзалізниця, Головне управління колійного господарства ; розроб. А. П. Татуревич, В. В. Рибкін, О. В. Губар, О. А. Верхняцький, М. І. Уманов, В. С. Андрєєв. — Київ: НВП Поліграфсервіс, 2012. — 108 с.
- Надійність залізничної колії [Текст]: навч. посіб. / В. В. Рибкін, І. О. Бондаренко, Д. М. Курган — Дніпропетровськ: Вид-во Дніпропетр. нац. ун-ту залізн. трансп. ім. акад. В. Лазаряна, 2013. — 154 с.
- Железнодорожный путь [Текст]: учеб.-метод. пособие / С. А. Косенко, В. В. Рыбкин, А. Н. Орловский. — Алматы, 2013. — [173] с.